# Wunderthausen

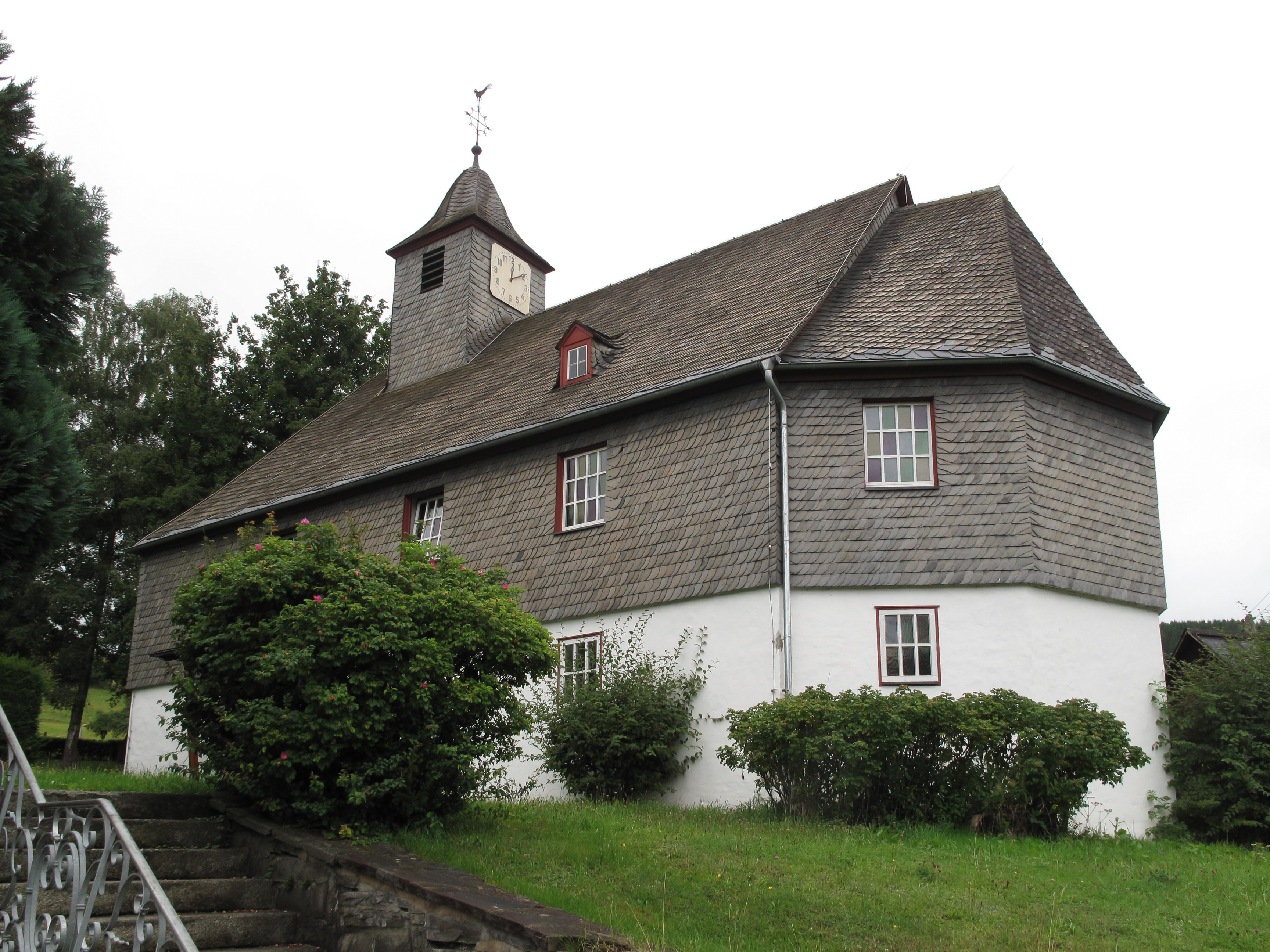
Wunderthausen, kapel

Wunderthausen is een plaats in de Duitse gemeente Bad Berleburg, deelstaat Noordrijn-Westfalen, en telt 630 inwoners (2007).